# 日本実業団バスケットボール連盟
一般社団法人日本実業団バスケットボール連盟（にほんじつぎょうだんバスケットボールれんめい、Japan Industrial and Commercial Basketball Federation）は、日本国内における実業団のバスケットボール連盟。日本バスケットボール協会への加盟団体。1960年発足。現在の会長は田中博行。

## 概要と歴史
日本実業団連盟は1960年に発足。
1967年、日本協会と合同で第1回日本リーグを開催。
1971年、日本リーグ2部に相当する第1回全国実業団リーグを開催。
1995年、バスケットボール日本リーグ機構が発足され、日本リーグ運営を移譲。
2012年12月3日、法人格取得により、一般社団法人 日本実業団バスケットボール連盟 となる。
2017年、日本社会人バスケットボール連盟に統合し解散。

## 組織構成
日本国内を9地域（地区）に分けて、それぞれに地区連盟が統括している。
- 北海道実業団バスケットボール連盟
- 東北実業団バスケットボール連盟
- 関東実業団バスケットボール連盟
- 東海実業団バスケットボール連盟
- 北陸実業団バスケットボール連盟
- 近畿実業団バスケットボール連盟
- 中国実業団バスケットボール連盟
- 四国実業団バスケットボール連盟
- 九州実業団バスケットボール連盟

## 主催大会
- 全日本実業団バスケットボール選抜大会
- 全日本実業団バスケットボール選手権大会